# マカナ

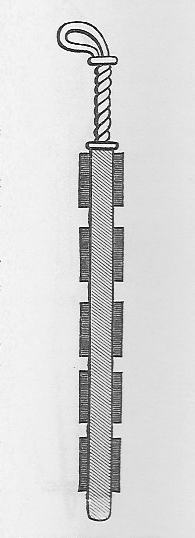
マカナ（模式図）

マカナ (macana) は、アメリカ大陸で広く使われていた木剣・棍棒である。

## マヤ・アステカのマカナ
メソアメリカやカリブ海地域で使われていたマカナは、木の板に溝をつけ、黒曜石の刃を挟んだ木剣である。マカナというスペイン語はタイノ語に由来するとされ、ナワトル語ではマクアウィトル (mācuahuitl) すなわち「手の木」という。製鉄技術がなく、金属器の使用が限定的であったメソアメリカでは、マカナが戦士の武器として広く使われた。また、ナワトル語の「マクアウィトル」は、植民地時代の文献では「剣」一般の訳語として用いられる。
アステカでは、マカナはジャガーの戦士など選ばれた戦士にしか与えられることはなかった。長さは1.0–1.5 m、幅は5–10 cm で、鉄の剣ほど貫通力はなかったが、鋭く、敵の四肢や首を切り落とすこともできた。落とさないように紐がつけてあり、中には貝や宝石による象嵌や色の鮮やかな鳥の羽毛で飾られたマカナもあり、そうした物はより位の高い戦士が持った。
アステカ時代には、限られた地域にしか産しない黒曜石の分配をテノチティトランとトラテロルコが担っていた。したがってマカナをはじめとする様々な刃物を生産することができたため、軍事力・生産力で周囲より勝っていた。古代中米文明の宗教では生贄の供養が必要不可欠であり、生贄確保のために強大な軍事力と幾度もの遠征、衛星国・同盟国などの反乱や隣国との敵対関係が必要であり、この黒曜石とマカナの量産はアステカの栄華を維持していくには必須であったとされる。

## その他のマカナ
マヤ地域以南の新大陸やカリブ海の島々で用いられたマカナは、全椰子製で黒曜石こそ使用していなかったが、刃物のように鋭く削られて作られており、敵を殴打するだけでなく剣のように敵の身体を叩き切ることも可能であったという。棍棒でもあり、金属製の鎧でも十分に効果があったため、こうした地域を探検したヨーロッパの白人は、刺し子の鎧を着用してこれに対抗した。